# Stefan Schilli
Stefan Schilli (* 1970 in Offenburg) ist ein deutscher Oboist und Hochschullehrer.
Schilli begann im Alter von zwölf Jahren mit dem Oboenspiel und studierte an der Hochschule für Musik Karlsruhe und Trossingen bei Thomas Indermühle und Diethelm Jonas, bevor er 1991 Solooboist des Symphonieorchesters des Bayerischen Rundfunks wurde. Er ist außerdem Mitglied des Avalon-Bläserquintetts sowie des Ensemble Triolog München, das sich der Aufführung zeitgenössischer Musik widmet. Stefan Schilli widmet sich außerdem dem Spiel der historischen Oboeninstrumente und ist Gründungsmitglied des Barockensembles L’Accademia Giocosa. Er spielte unter namhaften Dirigenten wie Lorin Maazel, Mariss Jansons, Colin Davis, Reinhard Goebel, Christopher Hogwood und zahlreichen anderen. Er gewann zahlreiche Wettbewerbe, u. a. den Deutschen Musikwettbewerb 1993 und den Internationalen Musikwettbewerb der ARD 1996 in München, im gleichen Jahr wurde ihm der Brüder-Busch-Preis zugesprochen. Seit 2004 hat er eine Professur an der Universität Mozarteum in Salzburg inne.
Seine CD-Aufnahmen beinhalten Werke von Komponisten wie z. B. Tomaso Albinoni, Antonio Vivaldi, Ralph Vaughan Williams, Richard Strauss und Bohuslav Martinů.

## Veröffentlichungen
- CD Vivaldi: Oboenkonzerte 2 CDs, Naxos, 1993
- CD-Box Albinoni: Complete Oboe Concertos, Brilliant Classics, 2005
- CD Albinoni: Oboe Concertos SACD, Brilliant Classics, 2006